# 傑米·班柏
傑米·班柏（Jamie St John Bamber Griffith，1973年4月3日—）是英國的一位演員。他最著名的作品是在《太空堡垒卡拉狄加》中飾演Lee Adama，以及在ITV電視劇法律與秩序：英國中飾演Matt Devlin角色。